# Al-Mustalí (fatimita)
Abu-l-Qàssim Àhmad ibn al-Mustànsir al-Mustalí bi-L·lah (àrab: أبو القاسم أحمد بن المستنصر المستعلي بالله, Abū l-Qāsim Aḥmad ibn al-Mustanṣir al-Mustaʿlī bi-Llāh), més conegut pel seu làqab al-Mustalí (16 de setembre de 1074-1102), fou califa fatimita al Caire (1094-1101).
Era el fill petit del califa Abu-Tamim Muadh ibn adh-Dhàhir al-Mustànsir bi-L·lah. L'hereu segons el costum era el fill gran Nizar ibn al-Mustànsir (nascut el 1045&/1046) tot i que mai havia estat proclamat oficialment. Però l'influent visir Badr al-Jamalí i el seu fill al-Àfdal va ser determinant en el canvi en l'ordre de successió a favor del fill més jove. El califa va consentir el matrimoni del seu fill petit amb la filla de Badr, Sitt al-Mulk, i una versió diu que al moment del matrimoni fou declarat hereu, i una altra que el califa va confiar que havia decidit designar hereu al seu fill petit a una germana, que no va guardar el secret. A la mort del califa el 10 de gener del 1094, al-Àfdal, que tenia un important càrrec religiós, va assegurar la successió a al-Mustalí. La revolta poc després de Nizar a Alexandria va fracassar al no obtenir el suport de l'exèrcit. En general els ismaïlites d'arreu van reconèixer al nou califa excepte els de Pèrsia amb centre a Alamut.
Durant tot el seu regnat el poder efectiu va estar en mans d'al-Àfdal. El 1096 Afamiya (Apamea) es va sotmetre voluntàriament als fatimites, i Tir, en mans d'un governador rebel, fou reconquerida. Es va intentar una aliança contra natura amb el atabeg seljúcida de Damasc, Ridwan, però va fracassar. El 1097 els croats van arribar a Síria i els fatimites hi van negociar. El 1098 els fatimites van reconquerir Jerusalem que estava en mans dels ortúquides Sukman i Ilghazi. El 1099 al-Àfdal va caure en mans dels croats per sorpresa i Jerusalem fou ocupada pels cristians, que van consolidar les seves posicions després de la victòria sobre l'exèrcit egipci a Ascaló el 5 d'agost de 1099.
Va ser un xiïta fanàtic i va tenir estretes relacions amb la dawa ismaïlita al Iemen dirigida per al-Màlika al-Hurra i el dai d'aquesta Yahya ibn Lamak ibn Màlik al-Hammadí. El 1099 o 1100 una fam va afectar el país.
Va morir el 12 de desembre de 1101 i el va succeir el seu fill Abu-Alí Mansur ibn al-Mustalí al-Àmir bi-ahkam-Al·lah.